# Chung kết Cúp C1 châu Âu 1968
Trận chung kết Cúp C1 châu Âu năm 1968 là trận chung kết thứ mười ba của Cúp các đội vô địch bóng đá quốc gia châu Âu, ngày nay là UEFA Champions League. Đây là trận đấu giữa Manchester United của Anh và Benfica của Bồ Đào Nha trên Sân vận động Wembley, Luân Đôn vào ngày 29 tháng 5 năm 1968. Manchester United lần đầu giành Cúp C1 châu Âu với chiến thắng 4–1 sau 2 hiệp phụ.

## Chi tiết trận đấu
| Benfica   | 1–4 (s.h.p.) | Manchester United                       |
| --------- | ------------ | --------------------------------------- |
| Graça 79' | Report       | Charlton 53', 99' · Best 92' · Kidd 94' |

| Benfica | Manchester United |

| GK                      | 1  | José Henrique      |     |
| RB                      | 2  | Adolfo Calisto     |     |
| CB                      | 3  | Humberto Fernandes | 20' |
| CB                      | 4  | Jacinto Santos     |     |
| LB                      | 5  | Fernando Cruz      |     |
| RM                      | 6  | Jaime Graça        |     |
| CM                      | 7  | Mário Coluna (c)   |     |
| LM                      | 8  | José Augusto       |     |
| RF                      | 9  | José Torres        |     |
| CF                      | 10 | Eusébio            |     |
| LF                      | 11 | António Simões     |     |
| Không sử dụng:          |    |                    |     |
| GK                      | 12 | Alfredo Nascimento |     |
| Huấn luyện viên trưởng: |    |                    |     |
| Otto Glória             |    |                    |     |

| GK                      | 1  | Alex Stepney       |
| RB                      | 2  | Shay Brennan       |
| CB                      | 5  | Bill Foulkes       |
| CB                      | 10 | David Sadler       |
| LB                      | 3  | Tony Dunne         |
| RM                      | 4  | Pat Crerand        |
| CM                      | 9  | Bobby Charlton (c) |
| LM                      | 6  | Nobby Stiles       |
| RF                      | 7  | George Best        |
| CF                      | 8  | Brian Kidd         |
| LF                      | 11 | John Aston         |
| Không sử dụng:          |    |                    |
| GK                      | 12 | Jimmy Rimmer       |
| Huấn luyện viên trưởng: |    |                    |
| Matt Busby              |    |                    |

| Cầu thủ xuất sắc nhất trận đấu: John Aston (Manchester United) Trọng tài biên: Aurelio Angonese (Ý) Francesco Francescon (Ý) |